# Findia atrolutea
Findia atrolutea is een hooiwagen uit het geslacht Findia en uit de familie Assamiidae. De soort werd voor het eerst geldig gepubliceerd door Roewer in 1915. De soort komt voor in Afrika, vooral in Congo-Kinshasa (specifiek in Haut-Uele). In het Afrikamuseum in België zijn drie geconserveerde exemplaren te vinden.